# 塞拉基乌斯博物馆

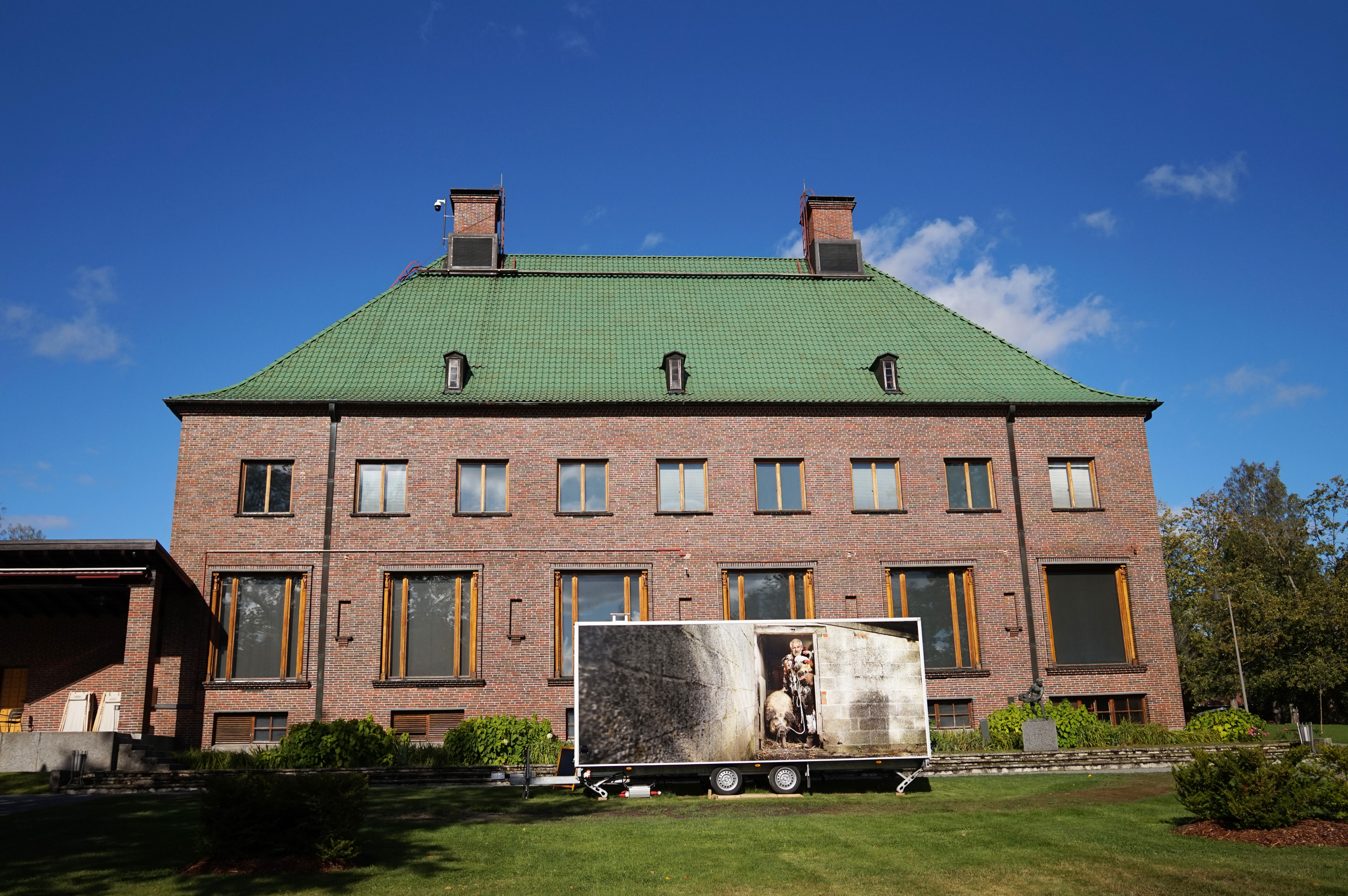
约斯塔分馆所在的约恩涅米庄园主建筑

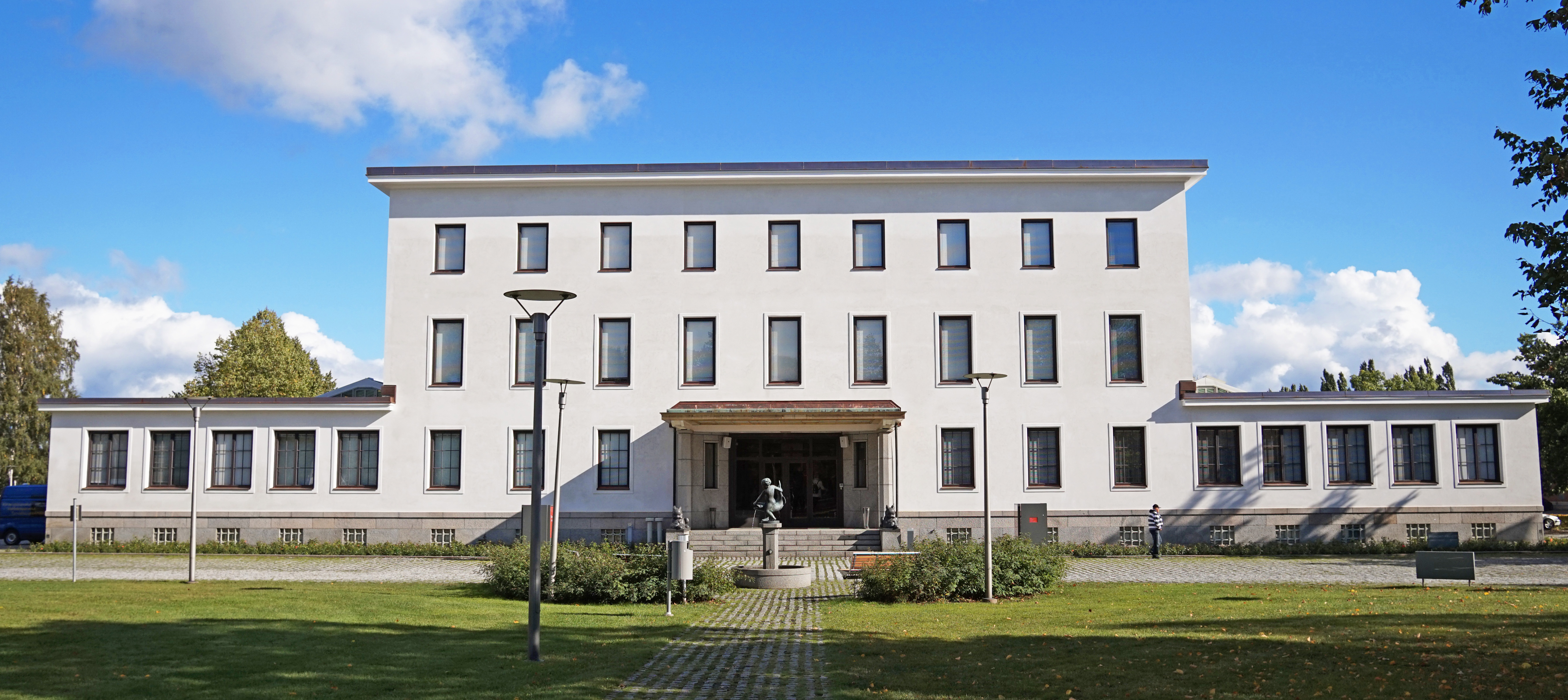
古斯塔夫分馆

塞拉基乌斯博物馆（芬蘭語：Serlachius-museot）是芬兰皮尔坎马区曼泰-维尔普拉市镇内的博物馆。该博物馆有两个分馆：古斯塔夫分馆和约斯塔分馆。博物馆由成立于1933年的约斯塔·塞拉基乌斯艺术基金会拥有及运作。该博物馆起源于塞拉基乌斯工业家族活跃的文化和艺术爱好。
2015年有11万人次访问了该博物馆。

## 收藏品历史
约斯塔·塞拉基乌斯艺术基金会的收藏品是北欧显著私人收藏品之一，在欧洲来看也是很重要的。不管从历史还是内容来看，整个收藏非常独特。

## 约斯塔分馆

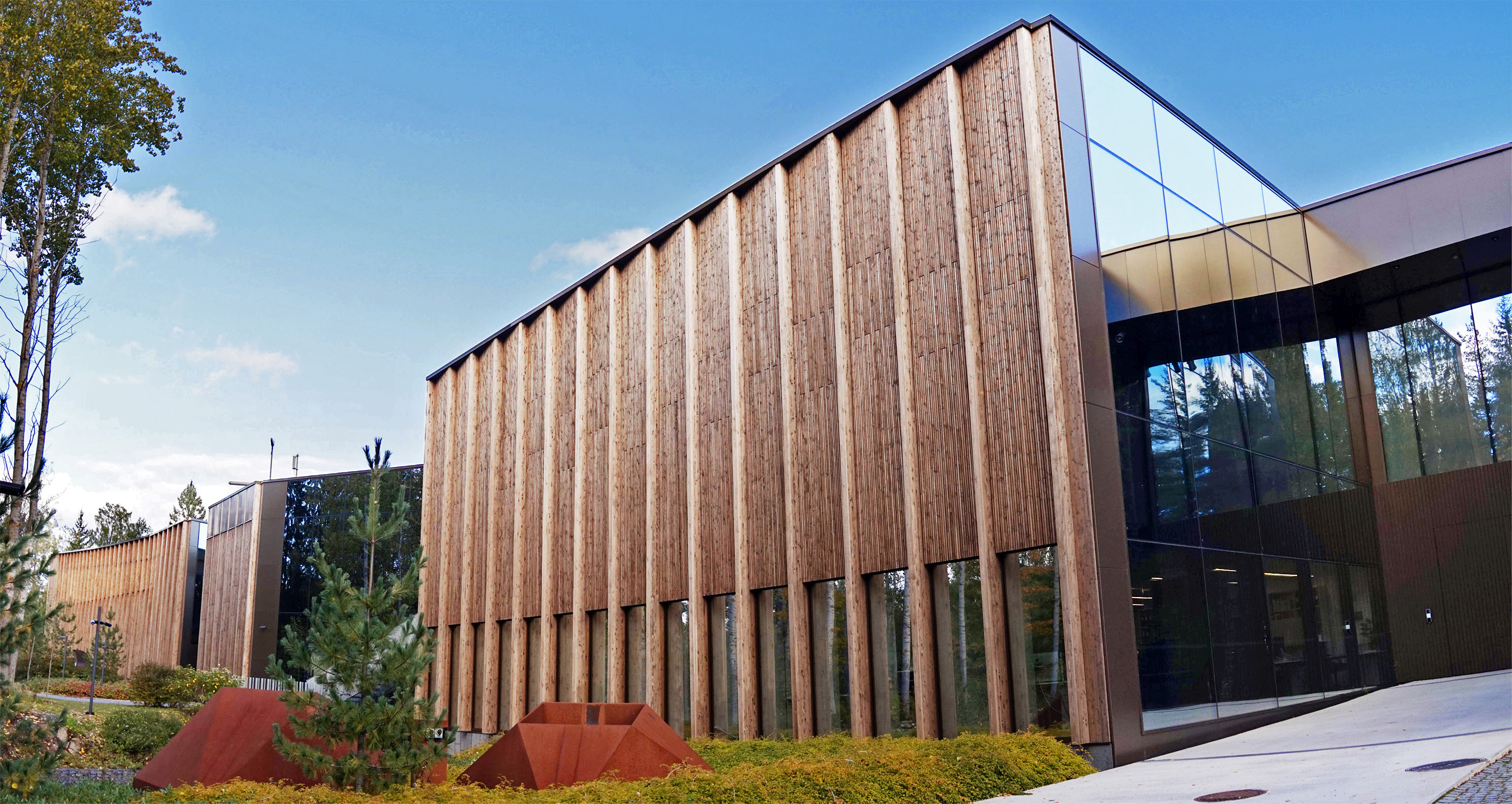
约斯塔亭

约斯塔分馆位于约恩涅米庄园内。自1945年起馆内展示约斯塔·塞拉基乌斯艺术基金会的艺术收藏品。该馆由约斯塔·塞拉基乌斯艺术基金会维护。
该博物馆开馆于1945年，当时为芬兰的第八家艺术博物馆。约斯塔·塞拉基乌斯在几年前去世，其遗孀和继承人希望在约恩涅米庄园里展示艺术收藏品。艺术收藏品早在1933年就归基金会管理。
2014年夏天在庄园主建筑旁边完工了约斯塔亭的扩展部分，这多倍增加了博物馆的展厅面积。该建筑由在国际设计竞赛中获胜的巴塞罗那设计所MX_SI设计。该设计所遵循塞拉基乌斯森林工业家族的传统而采用木头为建筑材料。约斯塔亭的总面积为5700平方米，其中房间面积为3500平方米。建筑内有三间大小不同的展厅、宴会厅、博物馆商店和现代性的餐厅空间。由于有了新的展厅，塞拉基乌斯博物馆除了收藏展示传统美术之外，也涉足现代艺术。画展的主题经常是国内国际现代和当代艺术，以及不同的主题展览。

## 古斯塔夫分馆
2000年约斯塔·塞拉基乌斯艺术基金会购买了G. A. Serlachius Oy公司的原办公主楼。基金会当时的主席工业顾问古斯塔夫·塞拉基乌斯（1935-2009）希望该建筑能得到有价值的用途，于是决定该建筑作为文化历史博物馆，展示芬兰工业和以工业为生的当地历史。

## 奖励
2015年春季约斯塔分馆获得了芬兰年度博物馆的称号。